# 伊尔达·罗德里格斯
玛丽亚·伊尔达·罗德里格斯·罗德里格斯（西班牙語：María Hilda Rodríguez Rodríguez，1955年5月10日—），西班牙女子硬地滚球运动员。她曾代表西班牙参加1996年夏季残疾人奥林匹克运动会硬地滚球比赛，获得个人C2级和团体C1-C2级金牌。